# Hans Horst Meyer

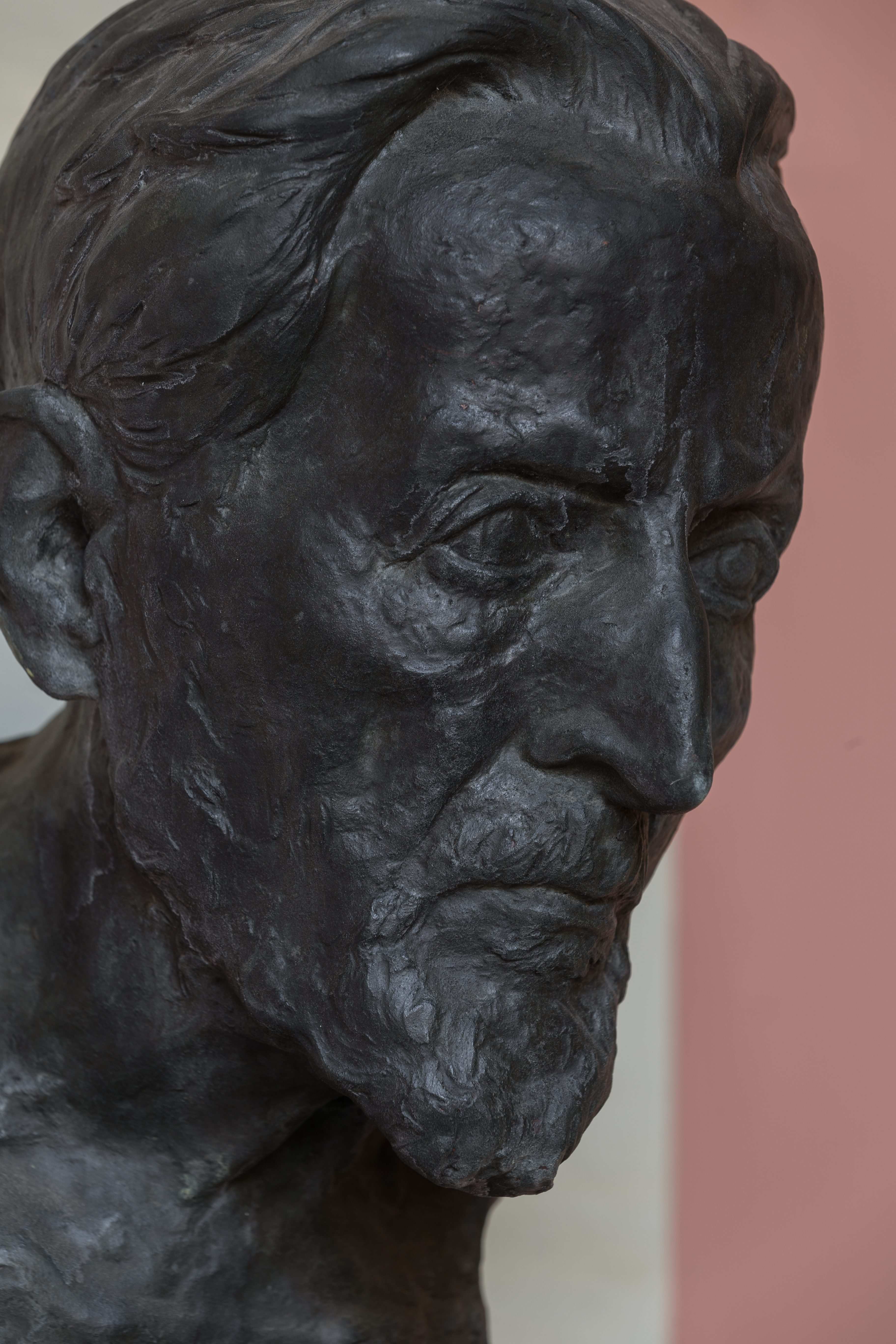
Büste im Arkadenhof der Universität Wien

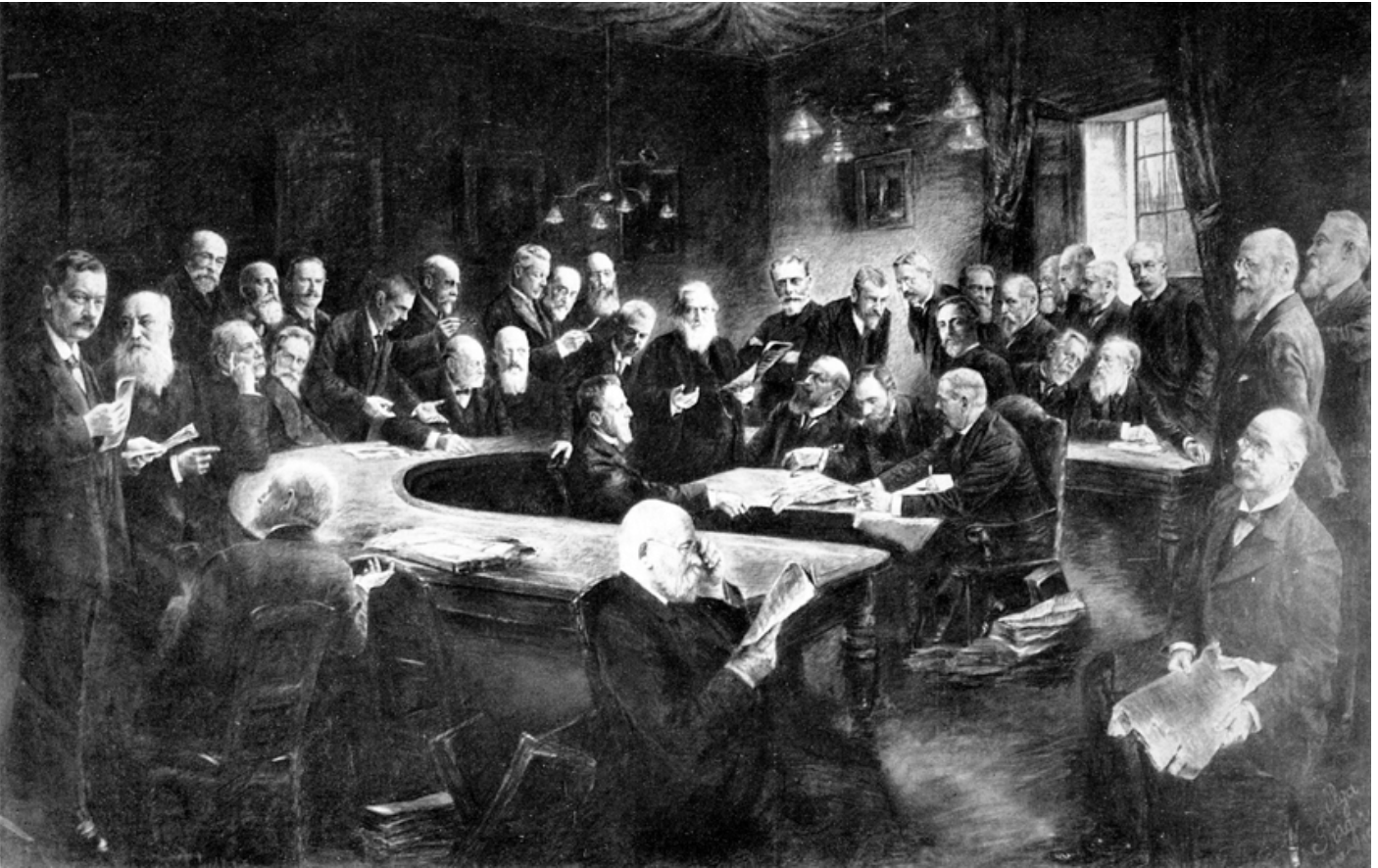
Das Professorenkollegium der medizinischen Universität Wien, Kreidezeichnung von Olga Prager, Wien 1908–1910. Im Dekanatszimmer der medizinischen Fakultät der Universität Wien. Edmund von Neusser, Siegmund Exner-Ewarten, Isidor Schnabel, Ferdinand Hochstetter, Alfons Edler von Rosthorn, Anton Weichselbaum, Leopold Schrötter von Kristelli, Heinrich Obersteiner, Julius Wagner-Jauregg, Viktor von Ebner-Rofenstein, Carl Toldt, Gustav Riehl, Ottokar von Chiari, Anton von Frisch, Ernst Fuchs, Anton Freiherr von Eiselberg, Hans Horst Meyer, Ernst Ludwig, Rudolf Chrobak, Theodor Escherich, Alexander Kolisko, Julius von Hochenegg, Arthur Schattenfroh, Carl von Noorden, Emil Zuckerkandl, Richard Paltauf, Gustav Gärtner, Leopold Oser, Josef Moeller, Alois Monti, Julius Mauthner, Viktor Urbantschitsch, August Leopold von Reuss, Adolf von Strümpell, Ernest Finger, Adolf Lorenz, Friedrich Schauta

Hans Horst Meyer (* 17. März 1853 in Insterburg, Ostpreußen, heute Tschernjachowsk, Russland; † 6. Oktober 1939 in Wien) war ein deutscher Arzt und Pharmakologe. Sein Name ist eingegangen in die Meyer-Overton-Theorie der Narkose. Nach einer glänzenden Gelehrtenlaufbahn wurden seine letzten Jahre durch den Nationalsozialismus überschattet.

## Leben
Wichtige Darstellungen sind eine Autobiographie, ein Nachruf des damaligen Innsbrucker Pharmakologen Adolf Jarisch (1891–1965), ein Nachruf seines Schülers Hans Molitor (1895–1970), eine Geschichte des Pharmakologischen Instituts der Universität Wien, ein Buch zum 125. Geburtstag des Pharmakologischen Instituts Marburg und ein Artikel in der Neuen Deutschen Biographie.

### Eine Gelehrtenlaufbahn
Der Vater, Ernst Rufold Heinrich Meyer (1810–1897), war Jurist, „Geheimer Justizrat“ und „Königlich-preußischer Notar“. Hans Horst besuchte das Gymnasium in Insterburg und später in Königsberg. Er studierte Medizin in Königsberg, Leipzig, Berlin und wieder Königsberg. Im Staatsexamen fiel er im Fach Arzneimittellehre bei dem Pharmakologen Max Jaffé durch, worauf ihn Jaffé zu einer Dissertation an seinem Institut einlud und so in seine spätere Laufbahn steuerte. Nach der Promotion arbeitete er bei Oswald Schmiedeberg (1838–1921), einem der Gründer des Fachs Pharmakologie, in Straßburg, wo ihn auch Erich Harnack (1852–1915), der Physiologe Friedrich Goltz (1834–1902) und der Biochemiker Felix Hoppe-Seyler (1825–1895) beeinflussten. Über den Internisten Adolf Kußmaul (1822–1902), Namensgeber zum Beispiel der Kußmaul-Atmung, äußerte er sich kritisch:
„So verehrungswürdig mir der berühmte Arzt erschien, so wenig befriedigte mich … seine stets mit Ernst empfohlene Erfahrungstherapie, z. B. die Behandlung der Tabes mit Arnikatropfen oder der Angina pectoris mit Auflegen einer lebenden Taube auf die Brust“.
Im Mai 1881 habilitierte er sich mit einer Arbeit über die Phosphorvergiftung, und schon im Oktober wurde er als Nachfolger von Rudolf Boehm (1844–1926) auf den ehemals Schmiedebergschen Lehrstuhl für Pharmakologie, Diätetik und Geschichte der Medizin in Dorpat, heute Tartu, Estland, berufen. Im selben Jahr 1881 auch heiratete er Doris geb. Boehm (1860–1902), Tochter eines Rittergutsbesitzers, mit er drei Söhne hatte, Kurt Heinrich (1883–1952), Arthur Woldemar (1885–1933) und Friedrich Horst (1889–1894). Drei Jahre später, 1884, übernahm er, wieder als Nachfolger von Rudolf Boehm, den Pharmakologie-Lehrstuhl in Marburg. 1895 bezog er dort in der ehemaligen Chirurgischen Klinik neue Labors. Im Stockwerk über ihm richtete gleichzeitig Emil von Behring (1854–1917) sein Institut für experimentelle Therapie ein. Aus dem Gedankenaustausch mit ihm entstand Meyers Tetanusforschung (s. u.). „In Marburg habe ich 20 im ganzen glückliche Jahre ruhiger Arbeit zugebracht“ – es waren seine fruchtbarsten. 1898 kam Otto Loewi (1873–1961) zu ihm, Empfänger des Nobelpreises für Physiologie oder Medizin 1936. Zweimal war Meyer Dekan der Medizinischen Fakultät, im Jahr 1900 Rektor der Universität. Er wurde wiederholt nach Großbritannien eingeladen, 1905 auch in die USA, um dort die Herter Lecture an der Johns Hopkins University, Baltimore, Maryland, zu halten, dann in New York die erste Harvey Lecture der soeben gegründeten Harvey Society, einer Gesellschaft zur Förderung des medizinischen Wissens.
1904 folgte er einem Ruf auf den Pharmakologie-Lehrstuhl in Wien. Damit begann die experimentelle Pharmakologie in Österreich. Otto Loewi begleitete ihn, wurde aber 1909 Ordinarius in Graz. Einen Ruf nach Berlin 1907 lehnte Meyer ab. „Ich habe es nicht zu bereuen gehabt,“ schrieb er 1923, „wennschon ich das Fernsein von der Heimat in ihrer furchtbaren Not wie beschämend und bitter schmerzlich empfinde“ – gemeint ist die Not des Ersten Weltkriegs. Außer Loewi haben drei weitere spätere Träger des Nobelpreises für Physiologie oder Medizin einige Zeit bei Meyer in Wien gearbeitet, nämlich George Hoyt Whipple (1878–1976), Nobelpreis 1934, Corneille Heymans (1892–1968), Nobelpreis 1938, und Carl Ferdinand Cori (1896–1984), Nobelpreis 1947: Man war als Mediziner im Wien dieser Jahre, wie Heimito von Doderer in der Strudlhofstiege bezeugt, an einer „berühmten Fakultät“. 1911 trat Ernst Peter Pick (1872–1960) in das Institut ein, der sein Nachfolger werden sollte, 1921 Hans Molitor (1895–1970), der ab 1931 das Forschungsinstitut der US-amerikanischen Merck & Co. in Rahway, New Jersey, aufbaute. In Meyers Wiener Zeit erschien sein mit dem Heidelberger Pharmakologen Rudolf Gottlieb (1864–1924) verfasstes Lehrbuch Die experimentelle Pharmakologie als Grundlage der Arzneibehandlung, das bis 1936 neun Auflagen erfuhr (s. u.). 1913 war er Vorsitzender der Gesellschaft Deutscher Naturforscher und Ärzte. 1917–1918 war er Rektor der Wiener Universität. Auch nach seiner Emeritierung 1924 – wieder war er 20 Jahre Institutsleiter gewesen – blieb er in Wien. 1927 wurde er als Ehrenmitglied (Honorary Fellow) in die Royal Society of Edinburgh gewählt. 1932 wurde er Bürger ehrenhalber der Stadt Wien.

### Späte Jahre
Wie die oben zitierte Bemerkung zur Ablehnung seines Rufs nach Berlin zeigt, liebte Meyer sein deutsches Vaterland. Noch deutlicher wird das, wenn er das Ergebnis des Ersten Weltkriegs „die ruchlos-schmachvolle Vergewaltigung des Vaterlandes“ nennt. Seine beiden das Erwachsenenalter erreichenden Söhne hatten am Krieg teilgenommen (s. Bild). Die Familie war evangelischer Konfession. Die außer-naturwissenschaftliche Kultur spielte eine große Rolle. Meyer sammelte Handschriften, besaß solche von Goethe, Schiller, Clara Schumann und Ibsen – die Sammlung gehört jetzt den Duke University Libraries. Man fühlte sich als deutsch und patriotisch. Umso unfassbarer muss die Familie der Nationalsozialismus getroffen haben. Die Familie des zweitältesten Sohnes traf er tödlich. Arthur Woldemar Meyer leitete die Chirurgische Abteilung des Krankenhauses Charlottenburg-Westend. Am 14. November 1933 erschoss er seine Frau und sich selbst, vermutlich weil sie jüdischer Herkunft war und von ihm dasselbe behauptet wurde. Der Vater, also Hans Horst, blieb bis zum Anschluss Österreichs vor direkter Misshandlung bewahrt. Die drohende Atmosphäre zeigt aber eine Aktion der Studenten gegen seinen Nachfolger Pick 1932:
„Offener Brief der Leitung der Deutschen Studentenschaft an Herrn Prof. Dr. Pick! Die Deutsche Studentenschaft nimmt mit Entrüstung davon Kenntnis, daß Sie wider Erwarten Ihre Wahl zum Dekan der medizinischen Fakultät angenommen haben. Nach wie vor steht die D. St. auf ihrem 1923 kundgetanen Standpunkt, daß Professoren jüdischer Volkszugehörigkeit akademische Würdenstellen nicht bekleiden dürfen. Wollen Sie bedenken, daß Sie sich an einer deutschen Hochschule befinden und daß die deutschen Studenten als ihre Führer nur deutsche Lehrer anerkennen!“
1938 wurden sowohl Meyer als auch Pick aus der Deutschen Akademie der Naturforscher Leopoldina exmatrikuliert; die Aktennotiz lautet: „Mitgliedschaft gelöscht 30. 11. 1938 (Nichtarier).“ Aus der Akademie der Wissenschaften in Wien, deren ordentliches Mitglied er gewesen war, trat er am 13. Dezember 1938 selbst aus. Ebenfalls am 13. Dezember 1938 trat er zwangsweise aus der Preußischen Akademie der Wissenschaften, der er seit 1920 als korrespondierendes Mitglied angehört hatte, aus.
Laut einer Tagebuchnotiz des Berliner Pharmakologen Wolfgang Heubner (1877–1957) mussten Meyer und Pick 1938 ihre Wohnungen aufgeben und in Baracken ziehen. Pick emigrierte in die USA. Meyer starb am 6. Oktober 1939 in Wien. Nach seinem Wunsch wurde er in Marburg bestattet. In dem Familienbegräbnis auf dem Marburger Hauptfriedhof ruht er neben seinen Eltern, seiner Frau, seinem als Kind verstorbenen Sohn Friedrich Horst sowie seinem Sohn Arthur Woldemar und dessen Frau.
Die zeitnahen Biographien sagen nichts oder wenig zu diesen letzten Jahren. So Jarisch 1940: „Voll Liebe und Sorgfalt in den letzten Wochen von fremden Menschen gepflegt, starb der alte Herr am 6. Oktober 1939 in seinem 87. Lebensjahr eines leichten Todes.“ Immerhin ein In memoriam in den USA: "The political turmoil of recent years and its destructive effect upon Viennese medicine saddened the last year of his life. Until the end, his true nobility of character and his interest and love for his associates remained undaunted."

Hans Horst Meyer: Bilder eines Gelehrtenlebens
Assistent Schmiedebergs in Straßburg
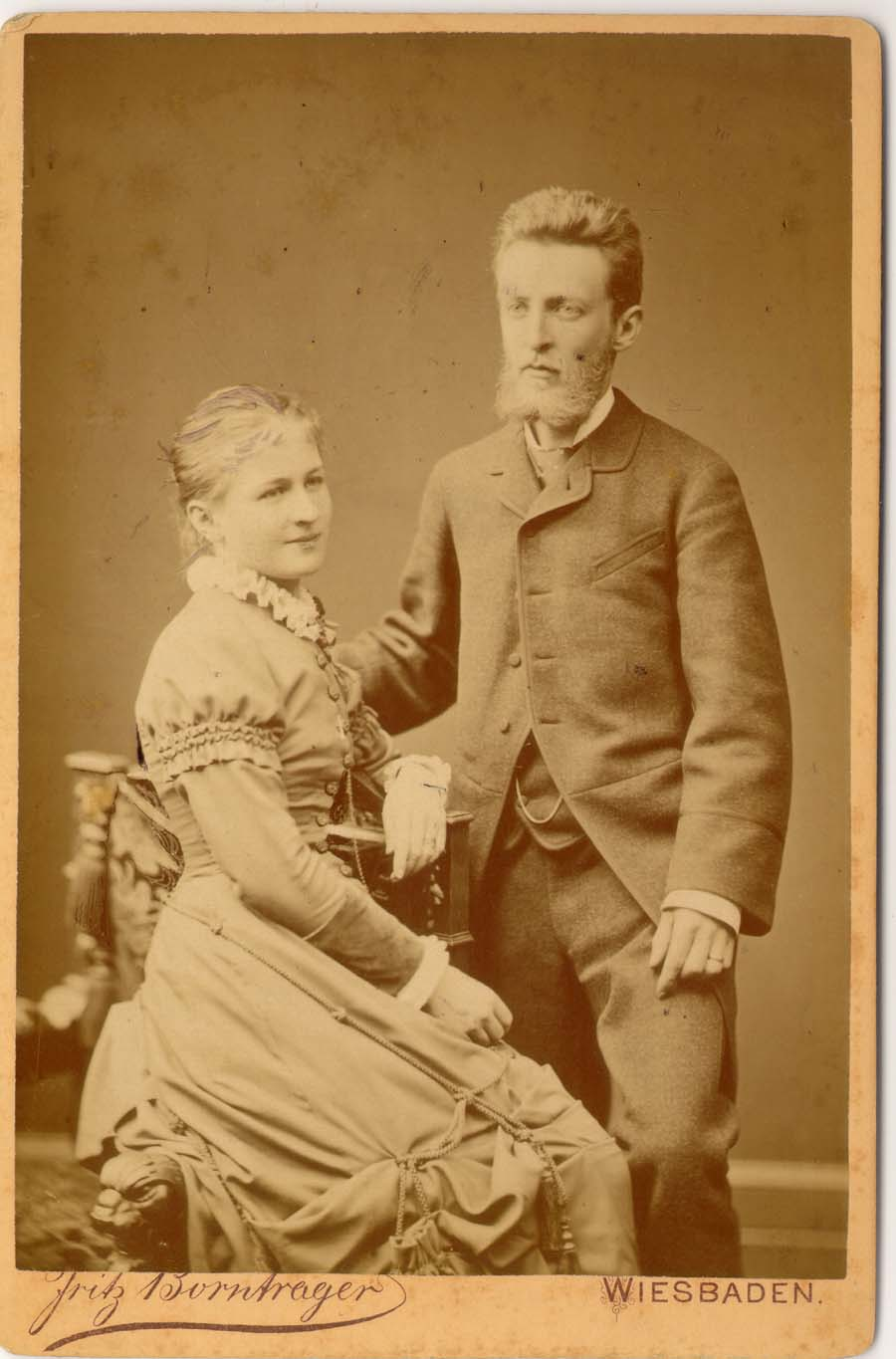
Hochzeit 1881 mit Doris geb. Boehm
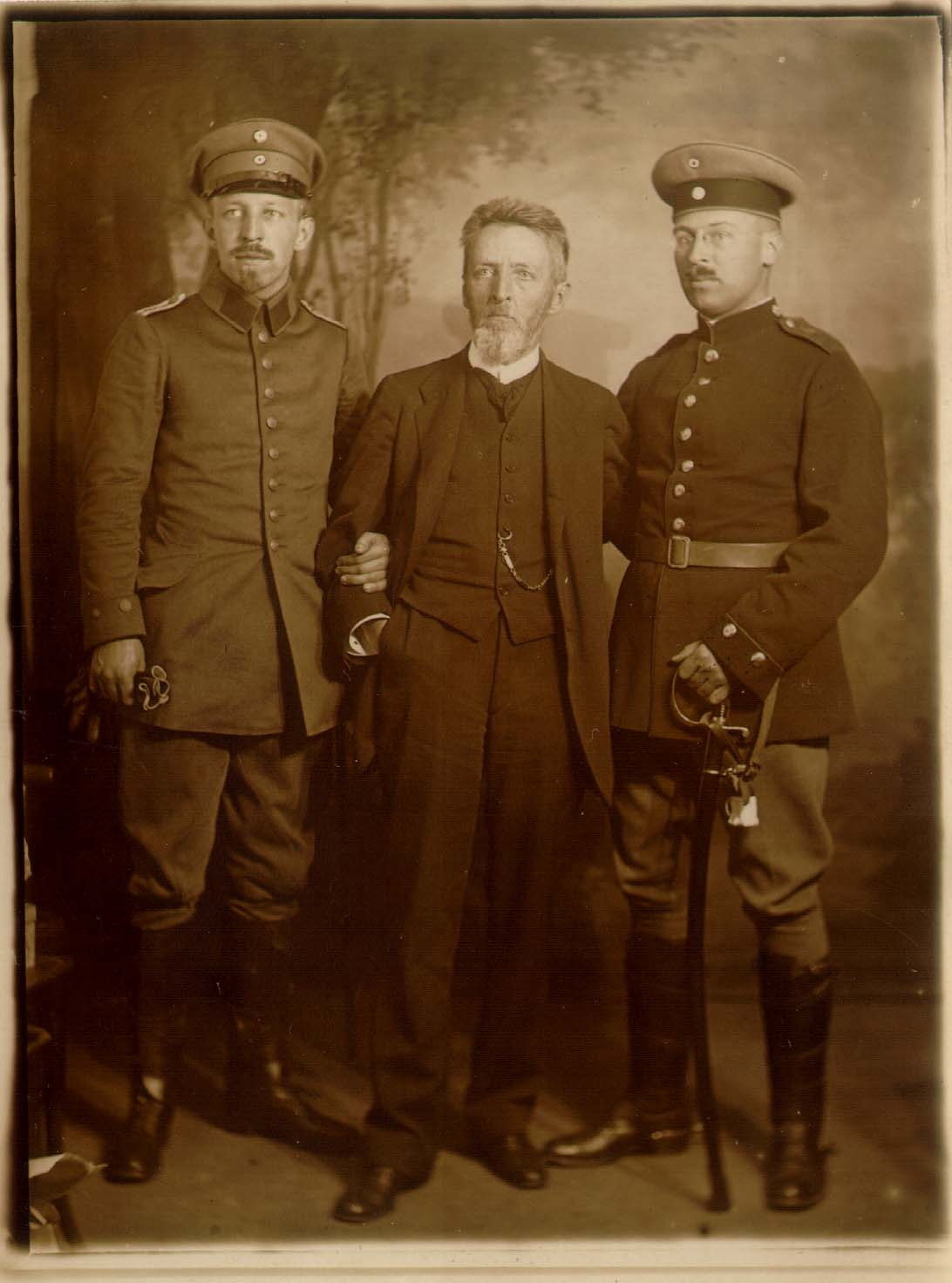
Mit den Söhnen Arthur Woldemar (links) und Kurt Heinrich (rechts) als Soldaten des Ersten Weltkriegs
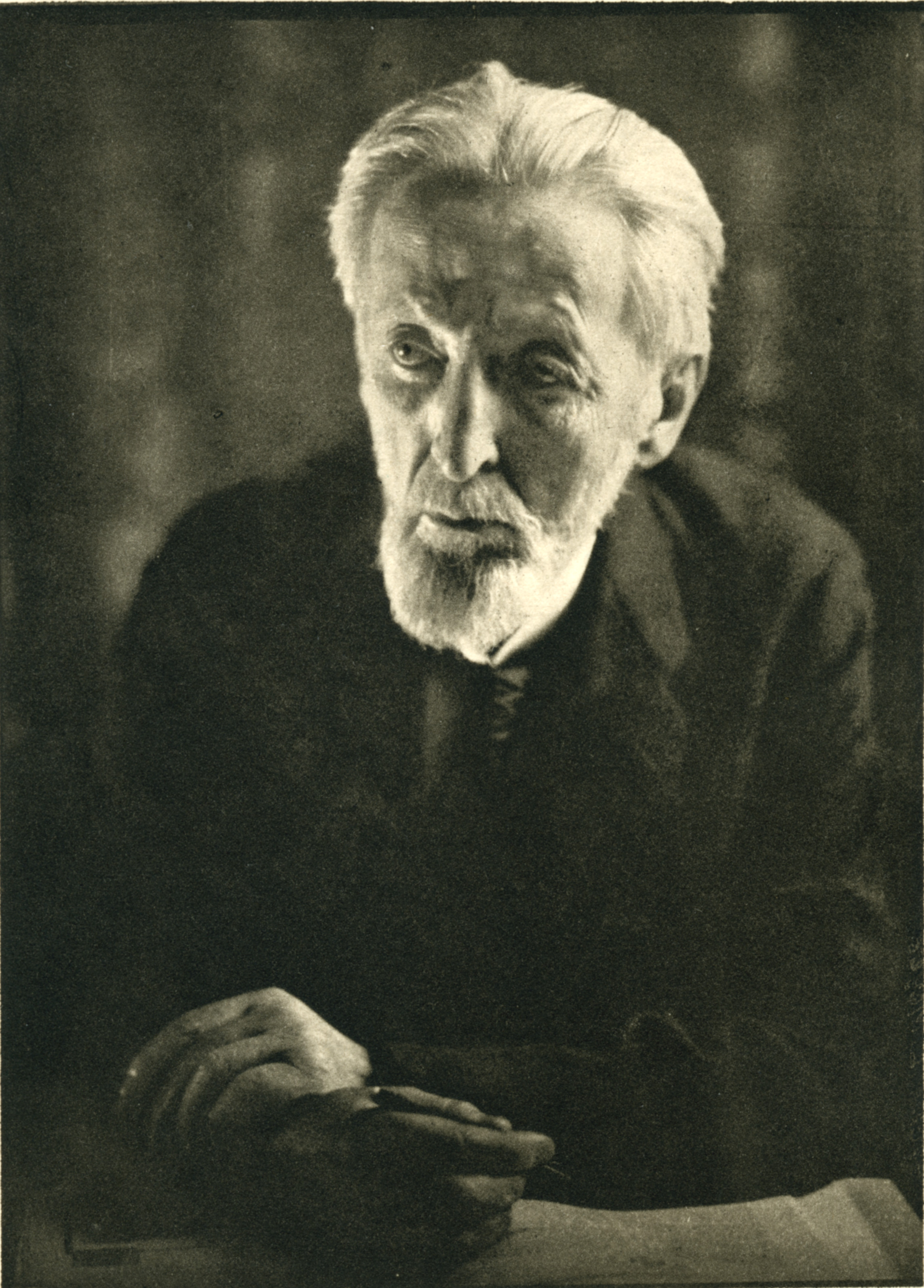
In Wien in den 1930er Jahren

### Nachkommen
Arthur Woldemar Meyer war Chirurg gewesen. Sein im November 1933 verwaister Sohn Johannes Horst Meyer (1926–2016) wurde von seinem Onkel Kurt Heinrich Meyer, dem ältesten Sohn Hans Horst Meyers, und dessen Frau Gertrude geb. Hellwig adoptiert. Kurt Heinrich, seine Frau und ihr Adoptivsohn lebten in Genf, wo Kurt Heinrich Professor für Chemie war. Er war Doktorvater von Edmond Henri Fischer (1920–2021), mit Edwin Gerhard Krebs (1918–2009) Nobelpreisträger für Physiologie oder Medizin des Jahres 1992. 1944 gelang es der Familie Meyer nach vielen Schwierigkeiten, die Schweizer Staatsbürgerschaft zu erwerben. Johannes Horst Meyer wurde Professor für Physik an der Duke University, Durham, North Carolina, und ist Doktorvater von Robert Coleman Richardson (1937–2013), der 1996 mit zwei Kollegen den Nobelpreis für Physik erhielt.

## Forschung
Eine Dissertation enthält eine komplette Liste der Publikationen Meyers. Wichtige Publikationen sind in dem Nachruf von Jarisch, einige, die in Archiv für experimentelle Pathologie und Pharmakologie erschienen sind, in einer Geschichte dieser Zeitschrift kommentiert.
Für die Pharmakologen zur Zeit Schmiedebergs und Meyers galt es zunächst, die große Zahl arzneilicher oder auch schädlicher Wirkstoffe vorläufig zu testen und zu ordnen. Aus dieser Aufgabe folgt eine gewisse Buntheit der Themen. So hat Meyer noch in Straßburg in dem südamerikanischen Rautengewächs Pilocarpus, aus dem das Pilocarpin stammt, nach weiteren Alkaloiden gesucht. In Marburg hat er experimentell Buchheims Annahme bestätigt, dass der wirksame Bestandteil im Ricinusöl die bei der Spaltung des Triglycerids freiwerdende Ricinolsäure ist. Er hat ein Gerbstoffpräparat hergestellt, das 1894 als „Durchfallstiller Tannigen Bayer“ auf den Markt kam, Vorläufer heutiger Gerbstoffpräparate wie Tannalbin. In seinem Wiener Institut wurde gefunden, dass Calciumsalze den Flüssigkeitsaustritt aus Blutgefäßen bei Entzündungen hemmen, die Gefäße „abdichten“ – Ursprung der auch heute hie und da praktizierten, aus der wissenschaftlichen Medizin aber verschwundenen Anwendung von Calciumsalzen etwa bei Urticaria.
Auf drei Untersuchungen gründet sich vor allem Meyers Nachruhm, auch sie bunt in ihrer Thematik: auf der Entdeckung, zusammen mit Oswald Schmiedeberg, der Glucuronsäure, auf der Meyer-Overton-Theorie der Narkose und auf der Erkennung des Weges des Tetanustoxins im Körper.

### Glucuronsäure
Die erstentdeckte Reaktion des Fremdstoffmetabolismus war um 1840 die Koppelung von Benzoesäure mit körpereigenem Glycin zu Hippursäure. Die weitaus wichtigste Koppelungsreaktion, die von Fremdstoffen mit körpereigener Glucuronsäure, haben Schmiedeberg und Meyer 1879 in Straßburg entdeckt.
Vorangegangen war eine Straßburger Arbeit zur Pharmakologie des Camphers, in der dessen Umwandlung in eine Säure beschrieben, die Säure aber nicht weiter untersucht wurde. Diese Untersuchung leisteten Schmiedeberg und Meyer. Sie fanden gleich drei Säuren, von denen sie die wichtigste α-Camphoglykuronsäure nannten. Sie erwies sich als Koppelungsprodukt aus einem Oxidationsprodukt des Camphers, von ihnen Campherol genannt, und einer Säure, die „als ein Abkömmling der Glykose (heute Glucose) angesehen werden muss. Wir nennen sie daher in willkürlicher Wortbildung Glykuronsäure (heute Glucuronsäure)“. Sie ist „eine einbasische Säure, welche nach der Formel C6H10O7 zusammengesetzt ist“. „Es unterliegt keinem Zweifel, dass diese Säure ein direkter Abkömmling der Dextrose ist. Dafür sprechen die Formel, das Verhalten gegen alkalische Kupferlösung, die rechtsseitige Drehung der Polarisationsebene und die Resultate der Oxydationsversuche, welche die Betheiligung eines aromatischen Kerns bei ihrer Bildung ausschließen.“ Es sei vielleicht eine „Aldehydsäure“ mit der Konstitution „CHO(CH.OH)4COOH“ – was sie in der Tat ist. Gegen Ende ihres Aufsatzes würdigen die Autoren ausführlich eine Arbeit zum Metabolismus des 2-Nitrotoluols, in der der Königsberger Pharmakologe Max Jaffé, Meyers Doktorvater (s. o.), der Glucuronsäure sehr nah gekommen war.
Über die Entdeckung der Glucuronsäure hinaus haben Schmiedeberg und Meyer jene Grundsequenz im Fremdstoffmetabolismus entdeckt, bei der einer Phase-I- oder Funktionalisierungsreaktion (Campher → Campherol) eine Phase-II- oder Koppelungsreaktion (Campherol → Glucuronid) folgt.

### Die Lipoidtheorie der Narkose
Die Narkose mit Äther und Chloroform war um die Wende vom 19. zum 20. Jahrhundert seit gut einem halben Jahrhundert bekannt. Aber wie kam sie zustande? Meyer stellte seine Theorie in drei Publikationen mit dem Obertitel „Zur Theorie der Alkoholnarkose“ vor. Bei der ersten und dritten Publikation war er selbst, bei der zweiten sein Mitarbeiter Fritz Baum Autor. Marburger Doktoranden, die mitgewirkt hatten, werden im Text genannt.

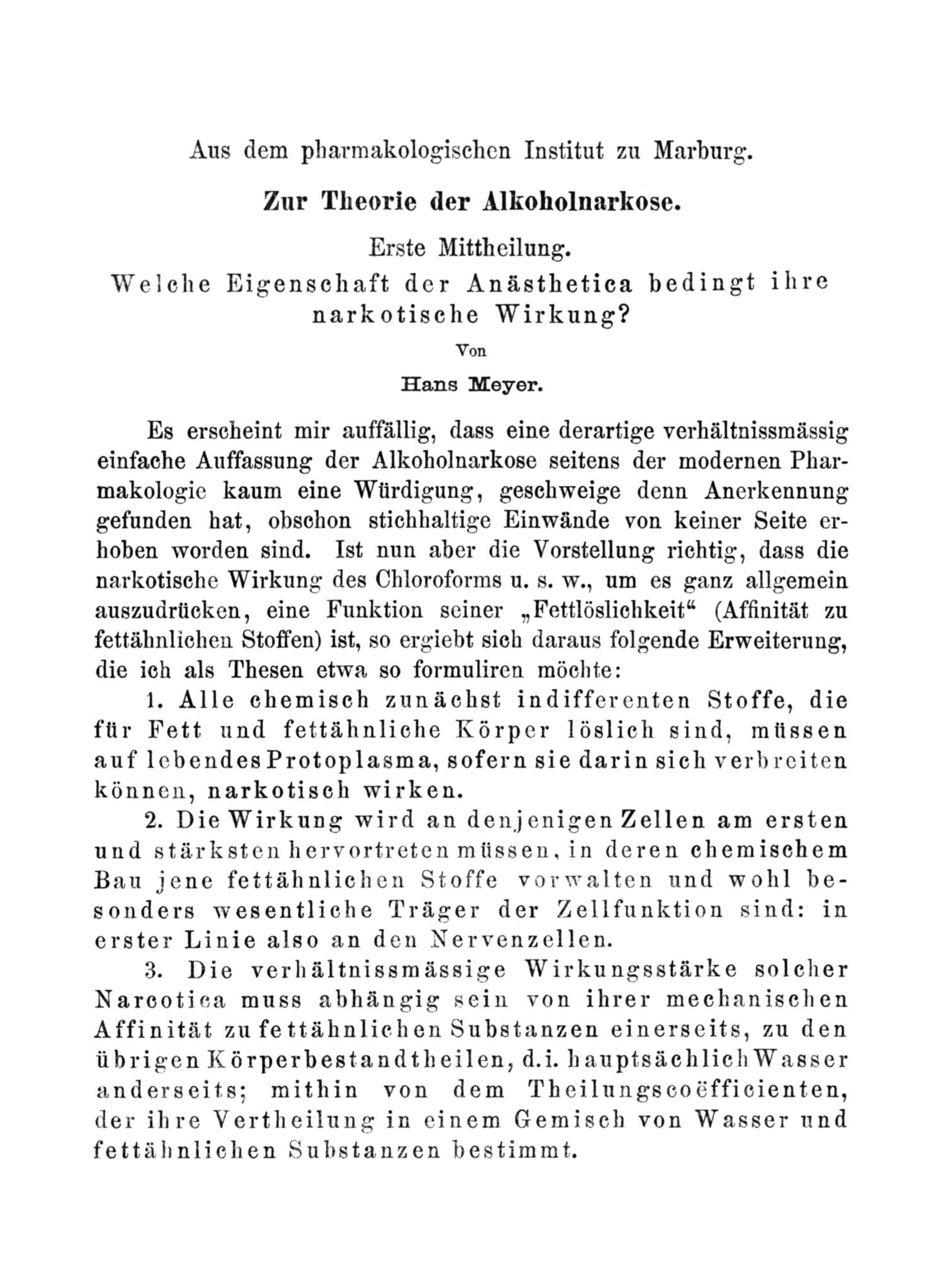
Titel und Thesen von Meyers erster Narkose-Arbeit

#### Erste Mittheilung. Welche Eigenschaft der Anästhetica bedingt ihre narkotische Wirkung?
Meyer formuliert seine Theorie und stellt sie vor den geschichtlichen Hintergrund.
„Unter der Bezeichnung 'Alkoholnarkose' verstehe ich hier die typische Wirkung, die charakteristisch ist für eine unbegrenzte Zahl von meist aliphatischen indifferenten, in ihrer Constitution und Beschaffenheit sehr verschiedenen Stoffen, wie einfachen und substituierten Kohlenwasserstoffen, Alkoholen, Aethern, Aldehyden, Ketonen u.s.w. Bei der Besprechung dieser 'Chloroform- und Alkohol-Gruppe' in seinem Grundriss der Pharmakologie erklärt Schmiedeberg, dass in den zahllosen narkotisch wirkenden Verbindungen der Fettreihe die Kohlenwasserstoffgruppen das Wirksame seien.“
Dagegen, so Meyer, spräche aber die typische „Alkoholwirkung“ ganz anderer Stoffe wie Distickstoffmonoxid und Kohlendioxid. Auch Ethyl-, Chlor-, Brom- oder Jod-Substituenten könne die narkotische Wirkung nicht zugesprochen werden. Er erinnert an ältere Mutmaßungen, der Äther löse das Fett aus dem Gehirn heraus und vermindere so dessen Leistung; oder die Narkosemittel konkurrierten mit Wasser um wesentliche Zellbestandteile wie die Lecithine und änderten deren normale Mischung mit den übrigen Bestandteilen des Protoplasmas.
„Es erscheint mir auffällig, dass eine derartige verhältnismässig einfache Auffassung der Alkoholnarkose seitens der modernen Pharmakologie kaum eine Würdigung, geschweige denn Anerkennung gefunden hat, obschon stichhaltige Einwände von keiner Seite erhoben worden sind.
Ist nun aber die Vorstellung richtig, dass die narkotische Wirkung des Chloroforms u.s.w., um es ganz allgemein auszudrücken, eine Funktion seiner ‚Fettlöslichkeit‘ (Affinität zu fettähnlichen Stoffen) ist, so ergiebt sich daraus folgende Erweiterung, die ich als Thesen etwa so formulieren möchte:
1. Alle chemisch zunächst indifferenten Stoffe, die für Fett und fettähnliche Körper löslich sind, müssen auf lebendes Protoplasma, sofern sie sich darin verbreiten können, narkotisch wirken.
2. Die Wirkung wird an denjenigen Zellen am ersten und am stärksten hervortreten müssen, in deren chemischem Bau jene fettähnlichen Stoffe vorwalten und wohl besonders wesentliche Träger der Zellfunktion sind: in erster Linie also an den Nervenzellen.
3. Die verhältnismässige Wirkungsstärke solcher Narcotica muss abhängig sein von ihrer mechanischen Affinität zu fettähnlichen Substanzen einerseits, zu den übrigen Körperbestandtheilen, d.i. hauptsächlich Wasser anderseits; mithin von dem Theilungscoëffizienten, der ihre Vertheilung in einem Gemisch von Wasser und fettähnlichen Substanzen bestimmt.“
Der zweite Satz, so Meyer weiter, treffe offensichtlich zu. Den ersten Satz wolle er nun durch eigene Untersuchungen prüfen, über die Prüfung des dritten werde Fritz Baum berichten. Er belegt dann seinen ersten Satz durch die – zuvor unbekannte – narkotische Wirkung mehrerer fettlöslicher Stoffe: „Soweit alle diese Untersuchungen reichen, haben sie die in dem obigen ersten Satze ausgesprochene Erwartung ohne Ausnahme bestätigt.“

#### Zweite Mittheilung. Ein physikalisch-chemischer Beitrag zur Theorie der Narcotica
Dies ist die in der ersten Mitteilung angekündigte Prüfung von Meyers drittem Satz durch Fritz Baum.
„Nach der in dem vorangehenden Aufsatz von Professor Hans Meyer entwickelten Theorie soll die Wirkungsstärke der aliphatischen Narcotica eine Funktion des Theilungscoëffizienten sein, nach dem sie sich im ganzen Organismus und in der Protoplasmaemulsion der Zellen zwischen wässeriger Lösung und fettartigen Stoffen … physikalisch vertheilen.“
Die Wirkungsstärke der Substanzen hatten Doktoranden an Kaulquappen bestimmt, die in Narkose ihre Fluchtbewegungen einstellten. Den Olivenöl-Wasser-Verteilungskoeffizienten bestimmte Baum selbst. Die Korrelation – Baum zeigt sie nur tabellarisch, nicht graphisch – war sehr gut.
„Wennschon mein Versuchsmaterial kein grosses ist, und die gewonnenen Resultate noch weiterer und umfangreicherer Bestätigung bedürfen, so reichen sie doch aus, die von Prof. H. Meyer aufgestellte These sehr wahrscheinlich zu machen, dass die Wirkungsstärke der alkoholartigen Narcotica durch ihren Theilungskoëffizienten bedingt ist.“

#### 3. Mittheilung. Der Einfluss wechselnder Temperatur auf Wirkungsstärke und Theilungscoeffizient der Narcotica
„Als weitere Stütze kann ich nun einige Versuche anführen, die ich auf Grund folgender Überlegung … gemacht habe. Da sich die Vertheilung einer Substanz zwischen Wasser und Öl mit der Temperatur ändert, so müsste der Theorie entsprechend auch ihre Wirkungsintensität von der Temperatur abhängen, und zwar in gleichem Sinne. … Es wurde mit 6 Stoffen, nämlich mit Salicylamid, Benzamid, Monoacetin, Ethylalkohol, Chloralhydrat und Aceton an Kaulquappen in der früher beschriebenen Art experimentiert, und zwar bei 3 °C und bei 30–36 °C. …
Die Zusammenstellung zeigt, dass die von der Theorie geforderte gleichsinnige Aenderung von Theilungscoefficient und Wirkungsstärke unter dem Einfluss wechselnder Temperatur bei den untersuchten Stoffen ohne Ausnahme beobachtet wurde.“
Die dritte Mitteilung gab Meyer auch Gelegenheit, auf jenen Kollegen hinzuweisen, der unabhängig und fast gleichzeitig zur Liopoidtheorie der Narkose gekommen war, Charles Ernest Overton (1865–1933), geborenen Engländer, damals Privatdozent der Biologie in Zürich, später Professor für Pharmakologie in Lund: „Eine besonders werthvolle und erfreuliche Bestätigung … hat soeben E. Overton geliefert, der ohne Kenntniss meiner Untersuchungen, übrigens auch von andern Gesichtspunkten ausgehend, mit analogen Methoden zu Schlüssen gekommen ist, die mit den meinen identisch sind. Das umfangreiche Material seiner Versuche, das sich auf Vertreter fast aller Gruppen indifferenter organischer Stoffe sowie auf Kohlendioxyd und die schwachen organischen Basen erstreckt, liefert ein neues breites Fundament für die Theorie.“

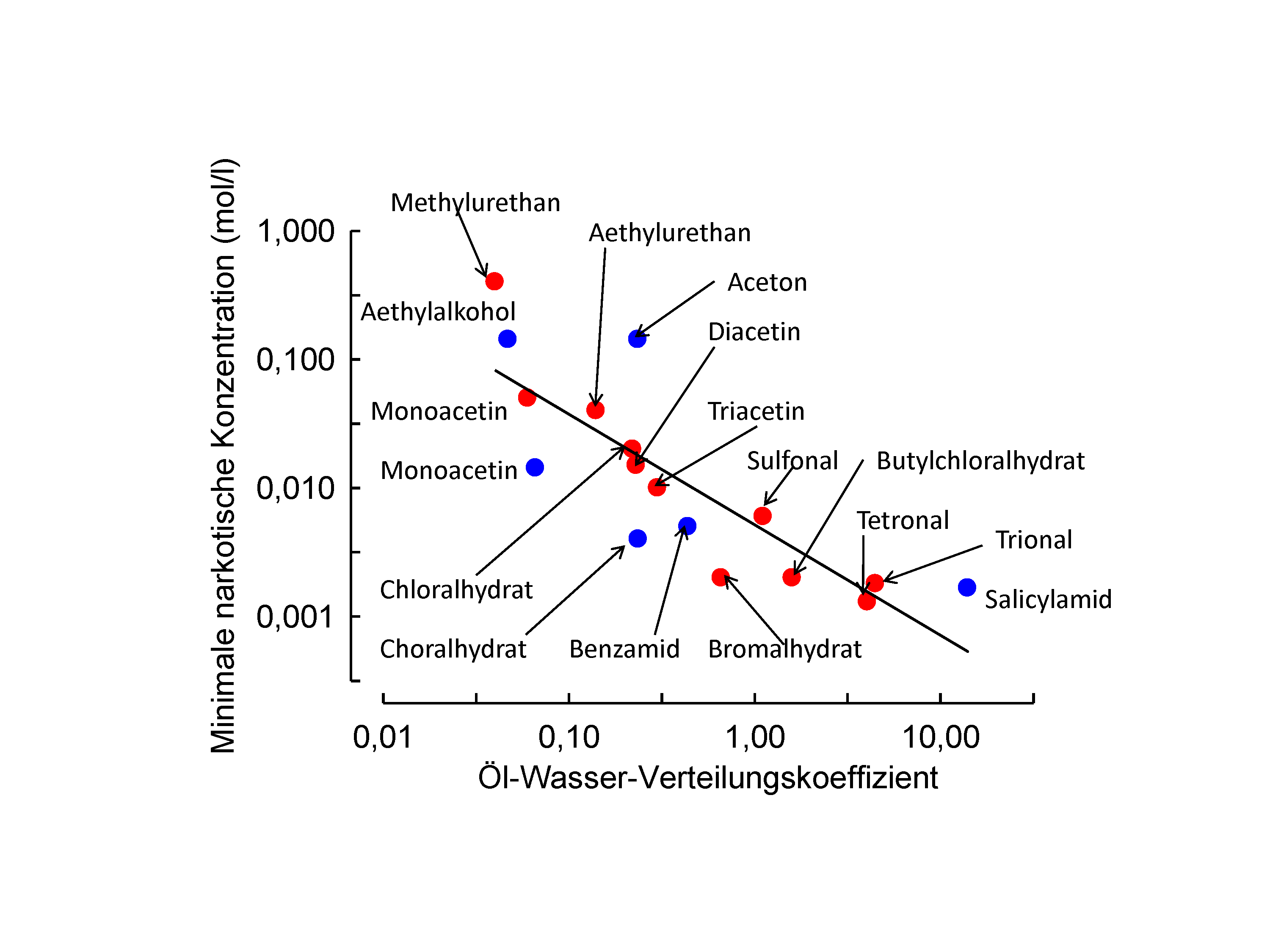
Korrelation von narkotischer Wirksamkeit und Öl-Wasser-Verteilungskoeffizient, rot nach Baum, blau nach Meyer

Die Messwerte Baums aus der zweiten Mitteilung und die bei 30–36 °C erhaltenen Werte Meyers aus der dritten Mitteilung sind in der Korrelationsgraphik vereinigt.

#### Fortleben
„Für immer mit Meyers Namen verbunden bleibt die Lipoidtheorie der Narkose,“ sagte Jarisch in seinem Nachruf voraus. Er hat recht behalten. Kein gutes Lehrbuch der Pharmakologie oder Anästhesiologie, das die Meyer-Overtonsche Lipoidtheorie oder Meyer-Overton-Korrelation nicht bespräche. Zu ihrem neunzigsten Geburtstag 1989 wurde ihrer in der Zeitschrift Trends in Pharmacological Sciences reich bebildert gedacht. Im Jahr 2003 fragte eine Bonner Dissertation im Titel: „Welche Gültigkeit besitzt die Meyer-Overton-Korrelation heute?“ Sie untersuchte die Frage mit Hilfe einer elektronischen Datenbank und folgerte, zwar sei 155 Jahre nach der ersten erfolgreichen Narkose der Mechanismus nicht geklärt, aber: „Auch 100 Jahre nach ihrer Entdeckung ist die Meyer-Overton-Korrelation nicht überholt. Ihre erstaunliche Gültigkeit … kann kein Zufall sein. Und daher werden mit ihrer Hilfe zukünftige Narkosetheorien zunächst einmal überprüft werden müssen.“
Für Meyer waren Zell-Lipide nicht nur ein Kompartiment, in das die Narkosemittel eintraten, sie waren der eigentliche Ort ihrer Wirkung. So schrieb er in seinem Lehrbuch: „Wir erkennen … die Zellipoide nicht allein als die Lösungsmittel der Narkotica in der Zelle, sondern als ihr eigentliches Wirkungssubstrat.“ Hierzu denkt man heute anders, vermutet Proteine wie die Rezeptoren für γ-Aminobuttersäure und Glutamat als die Wirkorte. Jedoch urteilen auch Biophysiker vom Anfang des 21. Jahrhunderts über Korrelationen zwischen physikalisch-chemischen Eigenschaften und Narkosewirkung: "By far the most influential correlation has been that between anaesthetic potency and lipid partitioning — the famous Meyer-Overton correlation."

### Der Weg des Tetanustoxins
Tetanustoxin verursacht Krämpfe, den Wundstarrkrampf, Botulinustoxin Lähmung, den Botulismus. Beide Toxine wirken auf molekularer Ebene gleich: Sie unterbinden die Freisetzung von Neurotransmittern. Aber Botulinustoxin unterbindet die Freisetzung von Acetylcholin in der motorischen Endplatte und lähmt dadurch die Skelettmuskeln; Tetanustoxin dagegen unterbindet die Freisetzung der hemmenden Neurotransmitter γ-Aminobuttersäure und Glycin im Zentralnervensystem und enthemmt dadurch die Motoneurone zur Skelettmuskulatur.
Dass Tetanustoxin im Zentralnervensystem wirkt und auf welchem Weg es – zum Beispiel aus einer Wunde – dorthin gelangt, haben Meyer und Ransom in einer Publikation im Archiv für experimentelle Pathologie und Pharmakologie 1903 gezeigt. Dasselbe zeigten gleichzeitig zwei Wissenschaftler aus dem Institut Pasteur in Paris – die beiden Gruppen zitieren einander freigebig: Das Toxin wird aus der Körperperipherie durch die motorischen Nerven ins Zentralnervensystem transportiert, und zwar in den Axonen der Motoneurone.
Das Thema wurde durch Meyers Kontakt mit Behring angeregt (s. o.). Frederick Ransom, der Koautor, war ein Assistent Behrings. Meyer und Ransom injizierten das Toxin zum Beispiel subkutan in das rechte Hinterbein eines Meerschweinchens und fanden es anschließend im rechten, nicht aber im linken Nervus ischiadicus. In einem anderen Versuch infiltrierten sie den rechten Nervus ischiadicus mit Tetanus-Antitoxin und injizierten das Toxin dann subkutan in beide Unterschenkel. Tetanus-Krämpfe entwickelten sich im linken, nicht aber im rechten Bein. Nach direkter Injektion ins Rückenmark entwickelte sich der Tetanus viel schneller als nach peripherer Injektion, zweifellos, weil „der grösste Theil der Incubationszeit bei Tetanus für die intraneurale Giftwanderung bis zu den giftempfindlichen Rückenmarkscentren verbraucht wird.“
„Aus allem Angeführten, scheint uns, ergiebt sich die nunmehr gesicherte Erkenntniss, dass das Tetanusgift, von den Nervenendigungen in der Peripherie aufgenommen, durch die Nervenbahn, und zwar n u r durch sie, zu den medullaren Centren geführt wird, durch deren alleinige Vergiftung die Symptome der tonischen Muskelstarre sowie des Reflextetanus hervorgerufen werden.“ Der Transport erfolge durch einen „dauernden und lebhaften Protoplasmastrom in den Neuronen“.
Der Weg des Toxins erkläre auch die geringe Wirksamkeit der Behandlung mit Antitoxin: das bereits in Nervenzellen aufgenommene Gift werde vom Antitoxin nicht mehr erreicht. Behring allerdings war „von der Richtigkeit meiner Schlüsse erst zu überzeugen, als bis ein von ihm selbst sehr hochgradig (40000fach) aktiv immunisiertes und von ihm für völlig giftfest erklärtes Kaninchen, dem ich eine einfach-tödliche Gabe Tetanustoxin in den Nervus ischiadicus eingespritzt hatte, vor seinen überraschten Augen im schwersten Tetanus zusammenbrach: zwei Tropfen Blut des sterbenden Tiers enthielten noch mehr Antitoxin als zur Sättigung der gesamten Giftmenge genügt hätte.“
In den 1970er bis 1990er Jahren hat der Gießener Pharmakologe Ernst Habermann (1926–2001) entscheidend zur Kenntnis von Botulinus- und Tetanustoxin beigetragen. Er bewunderte die Arbeit von Meyer und Ransom. In einem Artikel über das Wesen wissenschaftlicher Forschung wählte er sie als Beispiel (hier aus dem Englischen übersetzt):
„Ich habe eine Publikation ausgegraben, die eine klassische hypothetisierend-deduktive Argumentation im Sinne Karl Poppers vorführt. Die Publikation von Meyer und Ransom beweist, dass Tetanustoxin durch die Motoneurone ins Rückenmark aufsteigt und dort wirkt. Sie ist ein glücklicher Fund, ein Fossil aus alter Zeit. Ihre Einleitung ist unterentwickelt. Eine Zusammenfassung fehlt. Sie beinhaltet auf 38 Seiten 32 Einzelexperimente ohne Abbildungen oder Tabellen. Ergebnisse sind mit Diskussionsbemerkungen gemischt. Heutige Herausgeber würden die Stirn runzeln, aber ihre Vorläufer taten das nicht. Sie ließen die Autoren Experiment für Experiment darlegen, was sie damit beabsichtigten, wie sie es durchführten, was sie folgerten, und warum sie zum nächsten Experiment schritten. Bald beginnt der Leser wie die Autoren zu denken und macht ihren Gedankenweg 31-mal mit – eine Spiralbewegung mit dem Fortschritt der Wissenschaft als Achse. … Am Ende konnten Meyer und Ransom eine Reihe von Beobachtungen stimmig erklären, nämlich 1) warum Tetanus lokal vorkommen kann; 2) warum seine Inkubationszeit immer einige Stunden beträgt; 3) den Mechanismus des Tetanus dolorosus; 4) die Mischnatur des generalisierten Tetanus; 5) warum die Serumbehandlung nur begrenzt hilft.
Offensichtlich stieg die Vorhersagekraft der Hypothese Stufe für Stufe, und so wurde am Ende möglich, was die Autoren eine ‚Theorie der Tetanusvergiftung‘ nannten. Die Theorie war noch grob und konnte die späteren Ergebnisse der molekularen Pharmakologie nicht berücksichtigen. Jedoch haben Arbeiten mit radioaktiv markiertem Tetanustoxin in den 1970er Jahren die Theorie vom Anfang des Jahrhunderts voll und ganz bestätigt.“

## Zur Ärztlichen Praxis
Für Meyer war seine Forschung nicht nur Selbstzweck. Molitor: "He always stressed the functional aspect of pharmacology and emphasized those points which related to clinical medicine." Die Zusammenarbeit mit Behring über den Tetanus und seine Behandlung hatte diese Tendenz gefördert. Schmiedeberg hatte 1883 in seinem Grundriss der Arzneimittellehre die Pharmaka vorwiegend nach ihrer Chemie klassifiziert. Meyer und Gottlieb dagegen ordneten in ihrem Lehrbuch, der ärztlichen Praxis viel näher, nach Organsystemen, Körperfunktionen und Krankheitsfaktoren, beginnend mit: Pharmakologie der motorischen Nervenendigungen – Pharmakologie des Centralnervensystems – Pharmakologie der sensiblen Nervenendigungen – Pharmakologie des autonomen Nervensystems – Pharmakologie des Auges – Pharmakologie der Verdauung – Pharmakologie der Genitalorgane – Pharmakologie des Kreislaufs … Molitor: "The plan of this book differed fundamentally from that of any previous textbook of pharmacology, including that of Schmiedeberg, in that for the first time drugs were arranged according to their effect on the various organ systems instead of on the basis of chemical, physical or botanical relationship. Due to this way of presentation the relationship of pharmacology to clinical medicine was brought to general attention, and the ‚Meyer-Gottlieb‘ became immediately popular with research-minded members of the medical profession." Die Meyer-Gottlieb-Anordnung ist Vorbild bis heute.
Was im Lehrbuch geschrieben wurde, praktizierte Meyer auch. Mit Klinikern gründete er in Wien eine „Herzstation“, in der er zugleich lernte und beriet. Er war maßgeblich an der österreichischen Arzneimittel-Gesetzgebung beteiligt, so an der sogenannten „Spezialitätenordnung“ von 1925, nach der jede neue Arzneispezialität in der Wiener Chemisch-pharmazeutischen Untersuchungsanstalt geprüft werden musste, deren Direktor er bis 1938 war.

## Ehrungen

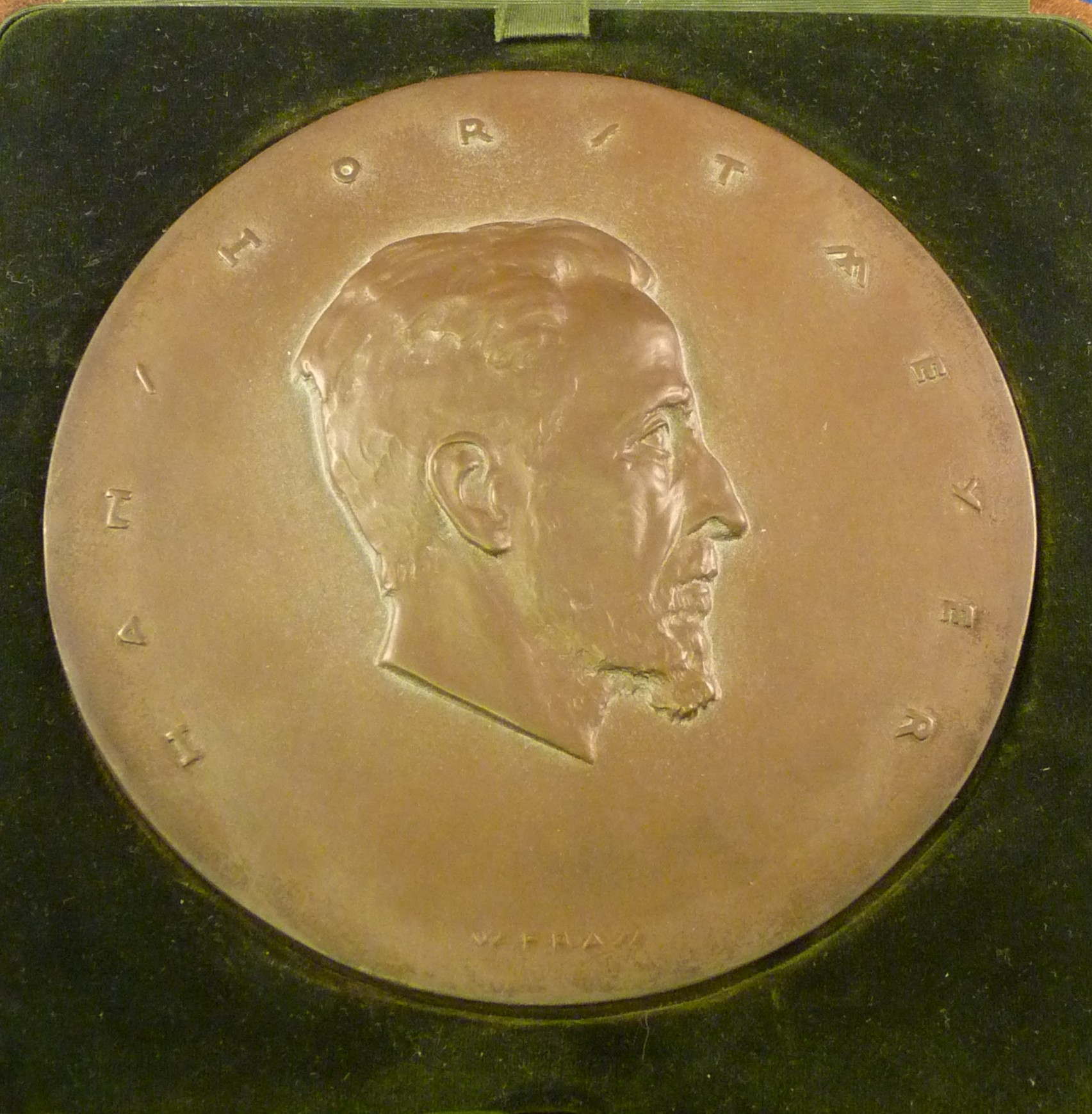
Meyer-Gedächtnismedaille der Österreichischen Akademie der Wissenschaften, gestiftet 1923
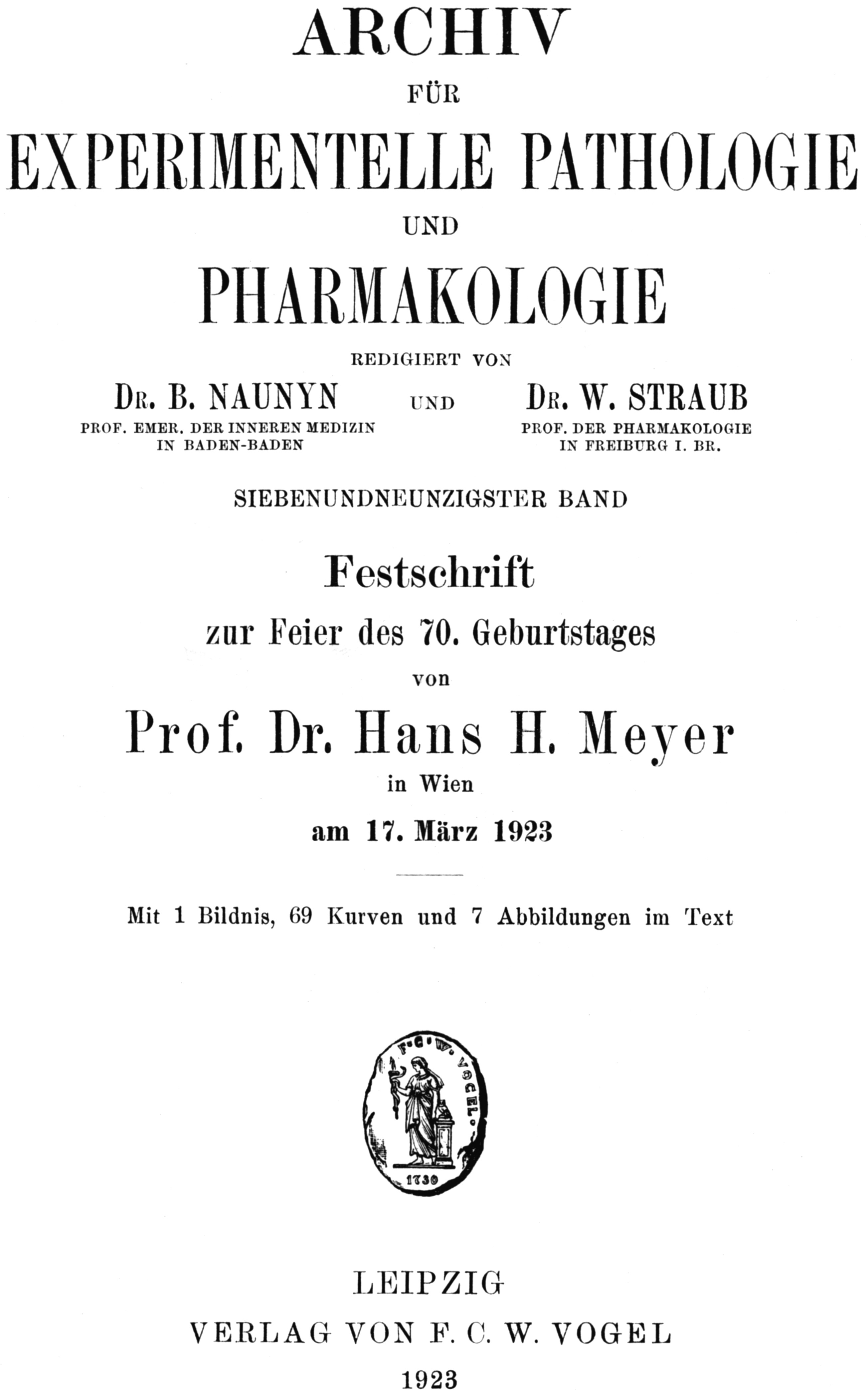
Festschrift anlässlich von Meyers 70. Geburtstag 1923
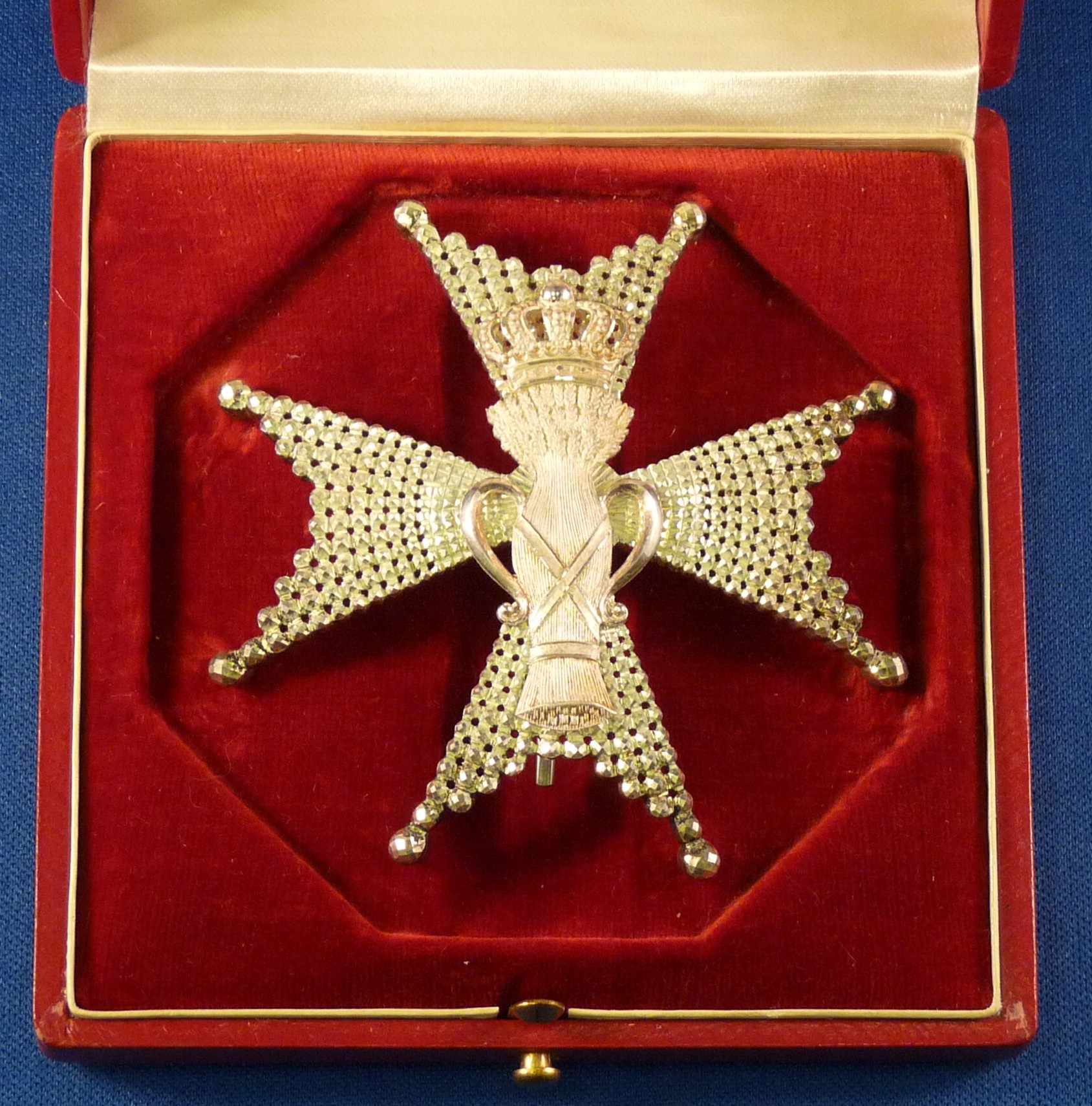
Wasaorden

Molitor: „In the course of his long career and as a result of his outstanding achievements, Meyer was showered with national and international honors. … One of the most highly treasured of these honors was the receipt by him of the ‚Hans Meyer Medal‘, founded by the Vienna Academy of Sciences on the occasion of his seventieth birthday, to be given every fifth year for the most important pharmacological contribution in the German language.“ Ein Exemplar der Medaille (s. Bild) und andere Dokumente zu Meyers Leben besitzt die Duke University Rubenstein Library.
Ebenfalls zum 70. Geburtstag erschien ein Band des Archiv für experimentelle Pathologie und Pharmakologie, herausgegeben von Bernhard Naunyn (1839–1925), als Festschrift. Sein Wiener Nachfolger ab 1945 Franz Theodor von Brücke (1908–1970) schrieb 1964 zum 25. Todestag Meyers: „Eine vortreffliche Portraitbüste, die die geistige Schönheit des greisen Gelehrtenhauptes gut wiedergibt, schmückt seit 1953 den Arkadenhof der alma mater rudolfina in Wien.“
Die Österreichische Pharmakologische Gesellschaft verleiht den Hans-Horst-Meyer-Preis.
Er wurde auch elf Mal für den Medizinnobelpreis nominiert.